# 詹應甲
詹應甲，字湘亭，江苏长洲人，清朝戏剧家。

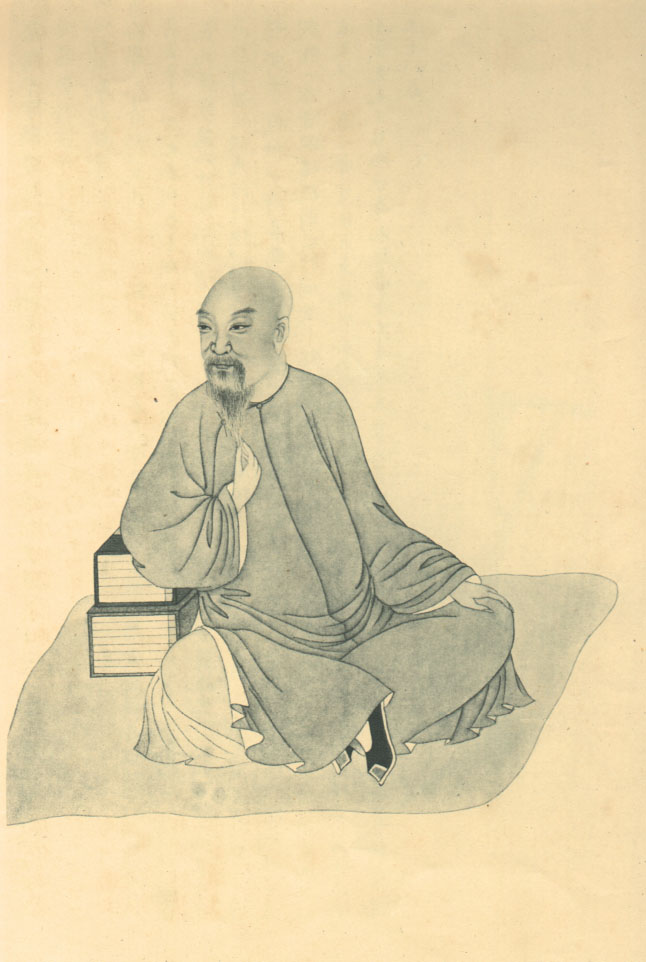

乾隆五十三年（1788年）举人。在科舉期間，藏匿女伶梁磬儿。磬儿本吴人，計劃在返回江苏后嫁給詹應甲，但不幸早逝，詹應甲非常悲傷，以三百金贖其靈柩回鄉，葬于虎邱再来亭的西側。王夫人為其寫墓誌銘，沈起凤則为她谱《千金笑传奇》。詹應甲亦作曲，有《中秋闱中望月双调新水令》一套，描绘廑致，感喟无穷。嘉庆年間，擔任宜昌府通判。死後林則徐書墓誌銘。留世《賜綺堂集》二十八卷。